# Moeder, ik wil bij de Revue (musical)
Moeder, ik wil bij de Revue is de musicalbewerking van de dramaserie Moeder, ik wil bij de Revue. De musical is een productie van Joop van den Ende Theaterproducties. De voorstelling was van september 2014 tot 9 augustus 2015 te zien in het Beatrix Theater.

## Verhaal
Nederland in de jaren 50. Bob Somers, zoon van een kolenboer uit een klein dorp, komt per toeval terecht bij de revue van John en Riet Hoogendoorn. Zij zijn zus en broer die niet met, maar ook niet zonder elkaar kunnen. Ook wordt Bob verliefd op de stadse Jeanne, wier ouders de arme Bob niet als perfecte schoonzoon zien.

## Rolverdeling
| Rol                | Eerste cast                                                                                                  | Alternate(s)                  | Understudies                              |
| ------------------ | --- | ----------------------------- | ----------------------------------------- |
| John Hoogendoorn   | Jon van Eerd                                                                                                 | Frans Mulder,Stanley Burleson | Ger Otte, Marcel Visscher                 |
| Riet Hoogendoorn   | Simone Kleinsma                                                                                              | Mariska van Kolck             | Marloes van den Heuvel, Esther van Boxtel |
| Bob Somers         | Terence van der Loo                                                                                          | -                             | Dieter Spileers, Martijn van Voskuijlen   |
| Jeanne van Woerkom | Christanne de Bruijn                                                                                         | -                             | Roos van Erkel, Willemijn de Vries        |
| Aagje van Woerkom  | Raymonde de Kuyper                                                                                           | Marloes van den Heuvel        | Roos van Erkel                            |
| Gerrit van Woerkom | Hugo Haenen                                                                                                  | -                             | Ger Otte, Robbert van den Bergh           |
| Jacob Somers       | Arie Kant | -                             | Ger Otte, Frans Mulder                    |
| Diny               | Roos van Erkel                                                                                               | -                             | Jente Slebioda, Lysanne van der Sijs      |
| Arnold             | Robbert van den Bergh                                                                                        | -                             | Roman van der Werff, Mathijs Pater        |
| Ida Somers         | Fenneke Dam                                                                                                  | -                             | Lysanne van der Sijs, Marleen de Vries    |
| Stijn              | Martijn van Voskuijlen                                                                                       | -                             | Marcel Visscher, Mathijs Pater            |
| Coosje             | Leonie Elbert, Jasmijn Boerema, Sarah Kaandorp, Yvonne Sleegers, Melanie Reindertsen & Isha Ferdinandus      |                               |                                           |
| Trijntje           | Lieke Bos, Hanne Verburg, Eva Kolsteren, Nova Lubbelinkhof, Maria Pedano, Coco Urbanus & Florien Ferdinandus |                               |                                           |
| KRO-directeur      | Ger Otte | -                             | Arie Kant*                                |

*Indien Ger Otte niet opging als KRO-directeur, zou Arie Kant (naast zijn rol als Jacob Somers) de rol van KRO-directeur spelen.
Ensemble:
- Esther van Boxtel
- Willemijn de Vries
- Lysanne van der Sijs
- Jente Slebioda
- Laurie van Iersel
- Martijn van Voskuijlen
- Roman van der Werff
- Marcel Visscher
- Dieter Spileers
- Ger Otte
- Cher Koper

Swings:
- Babette Ploegmakers
- Marleen de Vries (assistent dance captain)
- Mathijs Pater (dance captain)
- Robin van den Akker
- Sjoerd Hermens
- Emily van Tongeren
- Saskia Asseler

## Artistieke medewerkers
- Script & additionele liedteksten - André Breedland
- Bewerking verhaal - Maurice Wijnen
- Regie - Carline Brouwer
- Choreografie - Daan Wijnands